# 菊池村
菊池村（きくちむら）は、熊本県の北部、菊池郡にあった村。

## 歴史
- 明治22年（1889年）4月1日 - 町村制施行。西寺村、長田村、村田村、大琳寺村、深川村、北宮村、野間口村が合併して菊池郡菊池村が成立。
- 昭和31年（1956年）9月1日 - 隈府町、河原村、水源村、龍門村、迫間村、花房村、戸崎村と合併して菊池町となり消滅。

## 歴代村長
- 徳永隆業
- 仲光敬之
- 今坂貢
- 仲光敬之
- 矢島正明
- 徳永隆法
- 東学
- 田島竹彦
- 永里吉光
- 福島末喜
- 中原新吾
- 松田清彦
- 堀田学
- 中原新吾

## 学校
- 菊池村立菊之池小学校